# Паротия на Ванес
Паротията на Ванес (Parotia wahnesi) е вид птица от семейство Райски птици (Paradisaeidae). Видът е световно застрашен, със статут Уязвим.

## Разпространение и местообитание
Разпространен е в Папуа Нова Гвинея.